# Saint-Germain-l'Aiguiller
Saint-Germain-l'Aiguiller is een plaats en voormalige gemeente in het Franse departement Vendée in de regio Pays de la Loire en telde 309 inwoners in 1999. De plaats maakt deel uit van het arrondissement Fontenay-le-Comte.

## Geschiedenis
Op 1 januari 2016 werd de gemeente samen met Mouilleron-en-Pareds samengevoegd tot de nieuwe gemeente Mouilleron-Saint-Germain.

## Geografie
De oppervlakte van Saint-Germain-l'Aiguiller bedroeg 8,5 km², de bevolkingsdichtheid was 36,4 inwoners per km².
De onderstaande kaart toont de ligging van Saint-Germain-l'Aiguiller met de belangrijkste infrastructuur en aangrenzende gemeenten.

## Demografie
Onderstaande figuur toont het verloop van het inwonertal.